# Torus-Satz
Der Torus-Satz ist ein Lehrsatz aus dem mathematischen Gebiet der Topologie. Er wird für die JSJ-Zerlegung von 3-Mannigfaltigkeiten benötigt und ist deshalb von grundlegender Bedeutung in der 3-dimensionalen Topologie.

## Formulierung
Es sei {\displaystyle M} eine orientierbare irreduzible 3-Mannigfaltigkeit, deren Fundamentalgruppe eine Untergruppe isomorph zu {\displaystyle \mathbb {Z} \oplus \mathbb {Z} } enthält. Dann ist {\displaystyle M} entweder eine Seifert-Faserung oder es gibt einen eingebetteten inkompressiblen Torus {\displaystyle T^{2}\subset M}.

## Geschichte
Der Torus-Satz im speziellen Fall von Haken-Mannigfaltigkeiten wurde 1968 von Waldhausen vermutet und 1976 von Feustel bewiesen. Der allgemeine Fall wurde 1980 von Scott bewiesen. Die ursprünglich von Scott bewiesene Version besagte, dass unter den Voraussetzungen des Torus-Satzes entweder {\displaystyle M} einen eingebetteten inkompressiblen Torus enthält oder {\displaystyle \pi _{1}M} eine nichttriviale normale zyklische Untergruppe. Zusammen mit der in den 90er Jahren bewiesenen Seifert-Faserraum-Vermutung folgt daraus die obige Formulierung.